# Шлиц (Фогелсберкрајс)
Шлиц (њем. Schlitz) град је у њемачкој савезној држави Хесен. Једно је од 19 општинских средишта округа Фогелсберг. Према процјени из 2010. у граду је живјело 9.947 становника. Посједује регионалну шифру (AGS) 6535015.

## Географски и демографски подаци
Шлиц се налази у савезној држави Хесен у округу Фогелсберг. Град се налази на надморској висини од 245 метара. Површина општине износи 142,1 km². У самом граду је, према процјени из 2010. године, живјело 9.947 становника. Просјечна густина становништва износи 70 становника/km².

## Међународна сарадња
| Мјесто  | Држава   | Врста сарадње | Од    |
| ------- | -------- | ------------- | ----- |
| Бођисло | Мађарска | партнерство   | 1997. |
| Извор   |          |               |       |